# Eric Bischoff
 (mars 2022).
Si vous disposez d'ouvrages ou d'articles de référence ou si vous connaissez des sites web de qualité traitant du thème abordé ici, merci de compléter l'article en donnant les références utiles à sa vérifiabilité et en les liant à la section « Notes et références ».
 (mars 2022).
Pour les articles homonymes, voir Bischoff.
Eric Bischoff (né le 27 mai 1955 à Détroit, Michigan) est une personnalité du catch connue pour avoir été le président de la World Championship Wrestling de 1997 à 2001 et pour avoir incarné plus tard le rôle de manager général de la division Raw de la World Wrestling Entertainment. Il reviendra en 2019 dans cette compagnie pour devenir Directeur exécutif de SmackDown mais il quittera son poste quelques mois après.

## Biographie
Bischoff était petit un fan de catch dans les environs de Détroit. Lui et sa famille ont par la suite déménagé à Pittsburgh juste avant son entrée au lycée, quand il commençait à pratiquer la lutte pour le compte de son école. Bischoff partit à Minneapolis, où il continuât sa carrière dans la lutte amateur jusqu'à ce qu'il subisse une blessure à un genou. Peu de temps après avoir quitté l'école pour suivre ses intérêts dans le business, il s’intéressât au taekwondo, devenant ceinture noire, et faisant des petites compétitions à travers le pays.	 
Avant d'entrer dans les affaires du catch, Bischoff avait d'autres occupations. Il détenait une entreprise en bonne voie de construction, travaillant en tant qu'assistant vétérinaire, et pour un temps tenait une boucherie. Hulk Hogan y faisait référence dans une promo à la fin du pay-per-view de la WCW en 1996, Bash at the Beach, disant : « Si Hulk Hogan n’existait pas, Eric Bischoff resterait à vendre de la viande à Minneapolis ».
Bischoff, avec Jason Hervey, détient sa propre entreprise de production, Bischoff-Hervey Productions, qui coproduisait l'émission de télé réalité I Want To Be a Hilton pour NBC en 2005. Ils travaillent actuellement sur des séries avec le meneur du groupe Limp Bizkit, Fred Durst.
Bischoff vit à Scottsdale, Arizona, avec sa femme, Loree, et ses deux enfants. Il est l'oncle de Gregory Helms.

## Carrière

### American Wrestling Association (1980-1991)
Bischoff commençât sa carrière dans le catch dans les années 1980 pour le compte de la American Wrestling Association (AWA). Eric était annonceur après avoir été d'abord en poste dans le marketing (Verne Gagne disait qu'il pensait qu’Éric « avait un bon regard pour la télévision », mais ses annonces à cette époque, selon Bischoff lui-même, étaient évidemment médiocres). Contrairement à ce que tout le monde pense, Éric affirmait qu'il n'a jamais été impliqué dans les décisions de la fédération.
En 1990, Bischoff était auditionné par la World Wrestling Federation pour un poste de commentateur, mais Vince McMahon ne le retint pas. Dans une entrevue datant de juillet 2003, Vince McMahon disait : « Je regrette de ne pas avoir enrôlé Éric à cette époque. Pour être honnête, je ne me rappelle pas de son audition, et je ne sais pas pourquoi. Il a une bonne apparence. Il a aussi une grande présence devant la caméra. Je ne sais pas pourquoi nous ne l'avons pas pris à l'époque ».

### World Championship Wrestling (1991-2000)

#### Manager Général (1991-1995)
En 1991, Bischoff rejoignait la World Championship Wrestling (WCW) en tant qu'annonceur, débutant au Great American Bash.
Après que le chef de la WCW Bill Watts fut renvoyé par le dirigeant de TBS Bill Shaw en 1993, Bischoff rencontrât Shaw et le Vice-Président de la WCW Bob Dhue pour demander le poste de producteur exécutif. Bien que Jim Ross et Tony Schiavone semblaient êtres les deux candidats favoris, Shaw et Dhue préférèrent Bischoff. Schiavone restait producteur jusqu'à la disparition de la fédération, mais Ross fut bientôt libéré par Bischoff et partit chez le rival, la World Wrestling Federation (WWF). 	 
En 1994, Bischoff devint Vice-Président, et fit le ménage à la WCW. Il a notamment viré le manager Don Sandefeur, le Vice-Président junio Jim Barnett, et son ancien patron Bob Dhue, tous le même jour (sur son site internet, Bischoff niât ceci, affirmant que Sandefeur et Dhue ne leur a pas fait mention). En 1996, Bill Shaw était réembauché par la WCW, laissant Eric avec le titre de Vice-Président Exécutif/Manager général, et en 1997, Bischoff était promu Président de la World Championship Wrestling par le directeur de TBS, Dr. Harvey Schiller.
Bischoff a convaincu Turner et la direction à investir plus d'argent et à entrer en compétition avec la WWF. Immédiatement il a utilisé l'argent qu'on lui a donné en signant des grosses stars comme Hulk Hogan, Randy Savage et beaucoup d'autres venant de la WWF. Il a investi plus d'argent dans la production et a rajouté des pay-per-views (d'abord 7 par année, ensuite 10, et enfin un par mois, ce que fera la WWF par la suite). Ces plans ont payé, et en 1995 la WCW réalisait un profit pour la première fois.

#### Monday Nitro(1995-1996)
Pendant une réunion de la WCW en 1995, Ted Turner demandait à Bischoff de quelle manière la fédération pouvait entrer en compétition avec la WWF. Bischoff, se penchait sur la question, et suggérât à Turner de mettre une émission télévisée en première partie de soirée contre le Monday Night RAW de la WWF. À cette époque, le seul show pour la WCW était WCW Saturday Night, qui était diffusé les samedis à 18:05, et jusqu'ici il n'y avait pas de compétition direct entre la WCW et la WWF pour les téléspectateurs. À la surprise de beaucoup dans l'industrie du catch, Turner a accepté, et donnait à Bischoff un horaire d'une heure en première partie de soirée tous les lundis sur TNT (en 1996, grâce aux grosses audiences, le format passait à 2 heures, et à 3 en 1998).
Bischoff a créé et produit le nouveau show, WCW Monday Nitro, et vendait la fédération comme étant une bonne alternative à la WWF. Alors que les épisodes de RAW étaient enregistrés pour certains des semaines en avance, Nitro était diffusé en direct chaque semaine, ce qui permettait à Bischoff de donner les résultats de RAW pour encourager les téléspectateurs à rester. Dans son livre (Controversy Creates Ca$h), Bischoff décrit l'apparition de Nitro comme étant une totale alternative à la WWF. RAW se tournait vers le jeune public, donc Nitro se tournait vers la catégorie des hommes de 18-35 ans. RAW comprenait beaucoup de personnages « cartoon », alors que Nitro commençait à intégrer des personnages avec plus de profondeur.
Parce que la WCW et TNT appartenaient toutes les deux à Turner, Bischoff pouvait commencer Nitro quelques minutes plus tôt que RAW, pour que les fans qui avaient opté pour RAW restent sur Nitro. Avec l'arrivage d'argent, Bischoff commençait à signer des catcheurs provenant du monde entier, incluant ceux de la All Japan et New Japan, pour remplir le bas de carte avec plus d'action.
Le plan fonctionnat, Nitro battant RAW dans leur premier tête à tête et restait au coude à coude avec la WWF pour le reste de l'année.

#### nWo (1996-1999)
En 1996, Bischoff révélait que la superstar de la WWF Scott Hall, plus connu sous le nom de "Razor Ramon", quittait la WWF pour joindre la WCW. Hall était bientôt rejoint par Kevin Nash, plus connu en tant que "Diesel", pour devenir "The Outsiders". Le duo était représenté comme envahissant la WCW en faveur de la WWF pour commencer une "guerre" entre les deux fédérations (bien que Bischoff fut plus tard obligé d'expliquer que Hall et Nash ne représentaient pas et n'étaient pas sous contrat avec la WWF).
The Outsiders se sont agrandis et devenus la New World Order quand l'éternel favori des fans Hulk Hogan rejoignait les Outsiders. Menée par la storyline de la nWo, la WCW a remplacé la WWF en tant que fédération de catch numéro une en Amérique avec Monday Nitro en battant Monday Night RAW dans les audiences pour 84 semaines consécutives. Avec ceci, Bischoff quittait son poste de commentateur pour celui d'un manager à la nWo.

#### Chute de la WCW (1999)
Et pourtant, en janvier 1999 la chance a tourné. La WWF, marquée par sa nouvelle "Attitude", battait régulièrement une WCW incroyablement stagnante semaine après semaine dans la guerre des audiences. Le 4 janvier 1999, un Nitro en direct était prévu d'être diffusé en même temps que RAW is WAR qui était enregistré. Pendant ce qui était la nuit de référence des "Monday Night Wars," Bischoff ordonnait à Tony Schiavone de dire cette remarque, "Et nous comprenons que Mick Foley, qui a lutté pour nous en tant que Cactus Jack, va gagner leur titre de champion du monde. Wow! Maintenant ça va en mettre plus d'un le cul à terre." Les intentions de Bischoff étaient de gâcher le main event, enlevant aux fans l'intérêt de regarder Raw et de rester sur Nitro. À la place, les audiences Nielsen ont montré que pendant les minutes de l'annonce, près de 300 000 spectateurs ont changé de chaîne pour RAW pour pouvoir voir le changement de titre (la WCW était en tête dans les audiences jusqu'à la remarque de Schiavone). Bien que les deux show ont battu leur record d'audience en un quart d'heure, Nitro a beaucoup perdu par la suite avec le fameux Fingerpoke of Doom, qui devenait un tournant dans les "Guerres" (même si les audiences de Nitro restaient très solides, dans les 4.5/5, Nitro n'a plus jamais battu RAW dans les audiences).
Frustré et hors de lui, Bischoff perdit son arrogance. Il disparut des shows télévisés, et commençat à envisager un départ de la WCW, manquant souvent des shows, pour donner des idées qu'il a à des producteurs à Hollywood, étant introduit par son ami Jason Hervey en tant que « L'homme en or qui a sauvé le catch ». Pendant qu'il regardait ailleurs, Bischoff laissait Kevin Nash et Craig Leathers le producteur de Nitro, responsable de la WCW, et les audiences chutèrent. Beaucoup de fans citent cette période comme celle où les storylines et la production de Nitro ont commencé à se dégrader.
Quand Bischoff revenait de son congé en avril 1999 (Bischoff a officiellement pris 6 semaines de repos, selon certaines sources sur internet à l'époque pour "s'occuper de sa fille en vacance"), la fédération était en mauvaise posture, et la solution de Bischoff d'investir plus d'argent créait encore plus de problèmes. Il tentait sans succès d'étendre la WCW en dehors du catch avec un restaurant appelé le Nitro Grill (qui allait durer moins d'un an), une marque de cologne, et large gamme de jeux vidéo sur PlayStation.  Les histoires étaient confuses et les apparences spéciales de Master P, Chad Brock (lui-même un ancien jobber de la WCW), KISS, et Megadeth (payés entre 200 000 - 500 000 $ chacun pour une chanson) enlevaient encore plus de l'intérêt aux fans de regarder le programme.

#### Fin de la WCW (1999-2000)
Tous les plans étaient suspendus quand le 10 septembre 1999, Bischoff était relevé de son poste à la WCW (par téléphone, de la manière dont Bischoff virait un certain nombre de catcheurs) par le président de TBS Sports, Dr. Harvey Schiller, bien que la décision officielle a été faite par les dirigeants de Time Warner. En août, la WCW projetait de lourdes pertes pour les mois à venir, une réunion était tenue entre les dirigeants de la WCW et ceux de TBS. Le dirigeant de cette réunion était Dr. Schiller, qui a évoqué la possibilité de virer Bischoff. Quelques heures après que la réunion s'est achevée, les producteurs de la WCW Gary Juster et James J. Dillon tentaient un coup, allant voir directement leur patron de la Time Warner pour obtenir la rétrogradation de Bischoff, et à la surprise de tous, ils l'obtenaient. Bischoff était remplacé à son poste par Bill Busch (le titre de "Président de la WCW," qui a été créé spécifiquement pour Eric Bischoff, était retiré, avec à la place l'ancien titre de Vice-Président Exécutif) et ils allient même encore plus loin en bannissant Bischoff des locaux de la WCW. Un long concours d'un mois pour un million de $ et un concert de KISS prévu dans un PPV étaient prévus pour le 31 décembre 1999 mais étaient annulés comme l'idée de faire un dessin animé sur Nitro.
Beaucoup dans la fédération furent choqués de voir partir Bischoff, malgré le niveau qu'il a atteint, ce qui a causé son départ. Malgré toutes ces défaillances, il était le seul manager associé à l'image d'une WCW florissante, et en moins d'un an était considéré comme le roi dans le business du catch. De plus, il a toujours été en bons termes avec les dirigeants de la Turner Broadcasting et avec Ted Turner lui-même, qui partageait la vision du catch de Bischoff. Ce dernier perdait un soutien de poids quand le rôle de Turner à la Time Warner était réduit en tant que simple membre de la direction. Le changement ne fut pas mentionné dans les programmes de la WCW. Le site de la WCW affirmait qu'elle aurait plus d'information sur l'impliquation de Bischoff dans les semaines à venir, mais la fédération semblait rapidement prête à l'oublier. Toutes les images et références à Bischoff étaient retirés des programmes de la WCW.
Cependant, en moins de six mois, Bill Busch s'est vu retirer son pouvoir. Busch, selon le livre de Bischoff, faisait partie de ces hommes qui n'avaient pas la moindre idée de quelle manière il faut diriger une fédération de catch. Malgré sa profession de comptable, la WCW continuait à s'enfoncer dans le rouge, encore plus que sous ses prédécesseurs (avec l'exception de Bischoff). Pour rendre les choses encore plus inquiétantes, les audiences qui étaient bonnes sous l'ère Bischoff, commençaient à dégringoler. Le remplaçant de Busch était Brad Siegel, un producteur de la Time Warner. Le premier acte de Siegel  était de demander à Eric ce qui pouvait être fait pour sauver la fédération, et c'est la raison pour laquelle Bischoff revint brièvement au pouvoir en avril 2000, mais pas en tant que président; à la place, il était nommé producteur, et devenait équipier avec le directeur créatif, Vince Russo. Malheureux avec les scripts de Russo (que Bischoff allait plus tard décrire comme "sombre, vil, et créativement peu profond"), Bischoff quitta la fédération au bout de six semaines; Russo prit par conséquent le contrôle de toutes les décisions, alors que John Laurinaitis devint manager.

#### Tentative d'achat de la WCW (2000)
Plus tard en 2000, à la suite de toutes les difficultés financières, la WCW fut mise en vente. Brad Siegel poursuivit son travail, et son nouveau patron à la AOL Time Warner était désormais l'ancien dirigeant du WB Network, Jamie Kellner, qui voulait se séparer de la fédération. Dans l'ère Turner, la WCW a toujours été considérée comme un sport, mais la nouvelle direction ne voyait pas les choses de la même façon, et voulait donc retirer le programme.
Bischoff et un groupe d'investiseurs, nommé Fusient Media Ventures, signèrent une lettre d'intention d'achat de la fédération, mais firent plus tard marche arrière quand Kellner annulait Nitro (Bischoff affirmait que "l'achat devait avoisiner les 67 millions de $"). Sans l'intérêt de Fusient, la WCW fut vendue à la World Wrestling Federation pour un prix largement moindre, digne d'un solde (approximativement 2 millions de $) qui a été conclue en mars 2001. Bischoff s'est retiré quelque temps du catch pour travailler sur d'autres projets à la TV. Il a produit plusieurs émissions de télé réalité mais a aussi signé en tant que président de  Matrats, une récente compagnie de catch.

### World Wrestling Entertainment (2002-2005)

#### Manager Général deRaw(2002-2005)

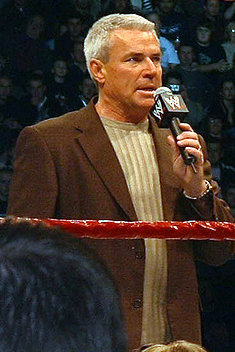
Bischoff a RAW en 2005

En 2002, Bischoff était enrôlé par la World Wrestling Entertainment pour être le manager général de RAW, un rôle qu'il jouait jusqu'à fin 2005. Son début en tant que GM de RAW était assez inattendue. Bischoff apportait sa touche personnelle à ce rôle de GM, jouant de nouveau son personnage de heel arrogant qu'il effectuait à merveille en tant que chef de la nWo à la WCW. .
Son règne en tant que GM était le plus long de l'histoire de la WWE et inculait quelques « innovations » comme le « Raw Roulette » (une roue avec différentes possibilités de matchs dessus), et le Elimination Chamber, tout comme une rivalité avec Steve Austin, John Cena, la GM de SmackDown Stephanie McMahon, et GM de la Extreme Championship Wrestling Paul Heyman.
En revenant à Smackdown, il a fait la connaissance du Boogeyman qui lui a fait un accueil particulier. Bischoff était « renvoyé » de son poste de manager général à la fin 2005, quand Vince McMahon l'envoyait dans un camion à ordures - à la suite d'un "procès" où ses histoires et actions peu scrupuleuses étaient listées - et se déroulait en dehors de l'aréna. Bischoff se retirait et commençait au début de l'année 2006 à écrire un livre qui devenait Controversy Creates Cash. Bien que beaucoup croyaient que son contrat expirait pendant sa période sabbatique, Bischoff a confirmé sur une émission de radio qu'il était encore sous contrat avec la WWE jusqu'en septembre 2007.
Le 25 septembre 2006, Bischoff apparaissait dans un programme de la WWE pour la première fois depuis près d'un an, introduit par Jonathan Coachman, il faisait la promotion de son tout nouveau livre Controversy Creates Ca$h  (ISBN 1-4165-2729-X) et en profitait pour tirer sur Vince McMahon et la WWE. Pendant sa promo, Bischoff affirmait que « Sans Monday Nitro, il n'y aurait pas de Monday Night RAW... sans la nWo, il n'y auait pas de DX... et sans Eric Bischoff, il n'y aurait pas de Mr. McMahon ». Après l'attaque personnelle envers McMahon à la fin de sa phrase, le micro de Bischoff était coupé, et il était escorté en dehors de l'immeuble[réf. nécessaire].
Quelques jours plus tard, John Bradshaw Layfield a réalisé une entrevue en quatre parties avec Bischoff, parlant notamment de son livre, sur WWE.com. Pendant l'entrevue, Bischoff a parlé de sujets variés, comme ses opinions réelles envers Lex Luger, son avis sur le promoteur de la ECW Paul Heyman, sa décision discutable d'avoir donné à Kevin Nash des pouvoirs dans les décisions, et son avis général sur les Monday Night Wars.
Controversy Creates Ca$h était disponible à la vente sur le magasin internet de la WWE le 3 octobre, soit deux semaines avant sa sortie. Le livre est apparu dans la liste des best sellers du New York Times.
Bischoff était choisi par les fans comme l'arbitre spécial du combat D-Generation X vs. Edge et Randy Orton à Cyber Sunday le 5 novembre, avec 60 % des voix. Il a triché envers la DX, laissant Orton et Edge en tant que vainqueurs.
Lors de l'édition de RAW du 6 novembre, Bischoff était de nouveau General Manger pour seulement une soirée. Pendant sa période en tant que GM de RAW, il a fait recommencer des matchs dont il n'aimait pas l'issue. Il a fait recommencer le match Jeff Hardy vs. Johnny Nitro pour le titre Intercontinental. Hardy l'emportait par DQ, mais Bischoff a fait recommencer le match sans DQ. Nitro a pris l'avantage de cela, utilisant Melina pour distraire Hardy et le frapper avec la ceinture. Nitro remportait le titre grâce à Eric Bischoff qui pensait que Nitro "méritait" le titre. Hardy récupérait cependant le titre la semaine suivante à RAW.
Le 5 mars 2007, Bischoff faisait une brève apparition à RAW à Phoenix, Arizona pour donner à Vince McMahon son avis sur le match contre Donald Trump à WrestleMania 23[réf. nécessaire].
Il apparut lors du 15e anniversaire de RAW dans un segment avec Chris Jericho[réf. nécessaire].

### Total Nonstop Action (2009-2014)

#### Rivalité avec Dixie Carter (2009-2010)
En octobre 2009, Bischoff a été chargé de négocier un accord entre la Total-Nonstop-Action Wrestling (TNA), Hulk Hogan, et lui-même.
Il fit sa première apparition aux côtés de Hogan sur lors de l’édition du  4 janvier 2010 de "TNA Impact!" dans le cadre d'une alliance pour prendre le contrôle et reconstruire la franchise. Dans les coulisses, il a également été nommé producteur exécutif de la TNA et a le pouvoir d'organiser les matchs.
En dépit d'être un "heel", quand il s'occupe de Jeff Jarrett, Mick Foley et Abyss, Bischoff a arbitré son premier match au PPV TNA "Against All Odds", en favorisant le challenger "face"  Samoa Joe face au champion "heel" AJ Styles lors d'un match pour le Championnat poids Lourds TNA. Pendant le match, dans le cadre de la storyline, Bischoff a frappé Ric Flaire, le manager de Styles. Mais la distraction a permis à Styles de garder sa ceinture.
Lors de l'émission du 15 mars d'Impact! Bischoff a tenté de raser Mick Foley comme punition pour avoir essayé d'aider Jeff Jarrett dans un handicap match de la semaine précédente, mais c'est son crâne qui a été rasé quand Foley s'est retourné contre lui. 
À Lockdown Bischoff a tourné "face" en aidant l'équipe Hogan à vaincre l'équipe Flair dans le match Lethal Lockdown. Les mois suivants Bischoff a travaillé avec Hogan, Jeff Jarrett et Samoa Joe contre Sting et Kevin Nash, qui affirmaient qu'ils savaient que Bischoff et Hogan préparait quelque chose. Pendant ce temps, Abyss s'est attaqué à Hogan et s'est déchaîné, attaquant entre autres le TNA World Heavyweight Champion, Rob Van Dam, qui fut forcé d'abandonner le titre. Abyss affirmait qu'il était contrôlé par une entité, qui arrivait à la TNA. Après avoir malmené le président TNA Dixie Carter lors de l'édition d'Impact! du 7 octobre, Bischoff a présenté à Carter avec les documents permettant de licencier Abyss après son match avec Rob Van Dam à Bound for Glory, qu'elle signa.

#### Immortal (2010-2012)
À Bound For Glory, Bischoff et Hogan sont passés "heel" en aidant Jeff Hardy remporter le TNA World Heavyweight Championship, vacant. Bischoff, Hogan et Hardy, se sont ensuite alignés avec Abyss et Jeff Jarrett. Lors l'édition suivante de Impact! il a été révélé que Bischoff avait dupé Carter et que les documents qu'elle avait signés une semaine auparavant, ne visaient pas à libérer Abyss, mais à transférer la société à lui et Hogan. Le nouveau clan de Bischoff et Hogan, maintenant connu sous le nom immortal, forme une alliance avec celui de Ric Flair, Fortune.
Le 4 novembre, Bischoff prend part à son premier match à la TNA, défiant M.Anderson (commotionné) pour gagner un match pour le Championnat TNA World Heavyweight. Anderson  sera remplacé par Matt Morgan, qui battra Bischoff, devenant l'aspirant numéro un. Dixie Carter fait son retour le 25 novembre lors de l'édition de la "Réaction", en informant Hogan et Bischoff qu'un juge avait déposé une injonction contre les deux en son nom afin de les priver de l'autorité signataire, suspendant indéfiniment Hogan de la TNA. Le 31 janvier 2011, pendant l'enregistrement de l'édition du 3 février Impact!, Fortune se retourne contre Immortal, expliquant qu'ils n'allaient pas laisser la TNA subir le même sort que la WCW. Hogan, après avoir gagné la bataille judiciaire contre Dixie Carter, retourne à la TNA sur le 3 mars, se déclarant comme le nouveau propriétaire de la promotion.
Toutefois, pendant l'édition du 12 mai d'impact, nouvellement renommé Impact Wrestling, Immortal perd le contrôle du programme en faveur Mick Foley, qui s'est révélé comme le consultant du "Network", qui avait été source de problèmes pour Immortal depuis que Bischoff et Hogan ont pris le contrôle de l'entreprise. Cependant, cet angle a été interrompu à peine trois semaines plus tard, lorsque Foley a quitté la promotion.
Toujours en mai, Bischoff déclare la guerre à la Division X, après le licenciement légitime de Jay Lethal, et le 19 mai, lutte pour son deuxième match TNA, faisant équipe avec Matt Hardy dans un match par équipe, où ils défont Generation Me (Jeremy et Max Buck). Le scénario se conclut le 11 août lorsque le "Network" redonne la division aux lutteurs d'origine de la X Division, après le succès de Destination X, qui a vu Abyss d'Immortal perdre le championnat de la division X en faveur Brian Kendrick.
Le 6 octobre, il a été signalé que Bischoff avait signé une extension de contrat avec la TNA. Le 16 octobre à Bound for Glory, après que Dixie Carter a récupéré le contrôle de la TNA, Hogan se tourne contre le reste de l'Immortel en sauvant Sting d'un assaut de ses membres. Sting avait remporté le match quand l'arbitre Jackson James, qui avait plus tôt en cas été révélé être le fils de Bischoff, Garett, avait à contrecœur sonné la cloche du ring pour une soumission, menant Eric à frapper son fils avec une chaise après le match, démarrant une rivalité entre les deux. Lors de Lockdown, Bully Ray, Christopher Daniels, Gunner, Kazarian et Eric perdirent contre AJ Styles, Austin Aries, Garett Bischoff, M.. Anderson et Rob Van Dam dans un Lethal Lockdown Match où il est licencié de la TNA et n'a plus le droit d'utiliser le nom Bischoff.

#### Rôles en coulisses & départ (2012-2014)
En 2012, Bischoff apparaît seulement en coulisse.
En 2014, Bischoff quitte la TNA.

### Retour à la World Wrestling Entertainment (2019)

#### Directeur exécutif deSmackDown& départ (2019)
Le 27 juin 2019, la WWE annonce que Eric Bischoff devient Directeur exécutif de SmackDown et Paul Heyman de Raw. En octobre 2019, la WWE annonce son départ de son poste de Directeur exécutif de SmackDown et donc de la compagnie.

### All Elite Wrestling (2020)
Le 5 août 2020, il apparaît à Dynamite pour arbitrer un débat opposant Chris Jericho à Orange Cassidy. Cependant il annonça par la suite ne pas avoir signé de contrat avec la AEW.

### Second retour à la World Wrestling Entertainment (2021)

#### WWE Hall of Fame (2021)
La WWE annonce que Eric Bischoff sera introduit au WWE Hall of Fame.
Le 6 avril 2021, il est intronisé au WWE Hall of Fame.

## Palmarès
- Pro Wrestling Illustrated
  - Figure du catch la plus influente de l'année 1996 et 1997
  - Rivalité de l'année contre Vince McMahon en 1996 et contre Stephanie McMahon en 2002[3]
- World Championship Wrestling
  - 1 fois WCW Hardcore Champion
  - WWE Hall of Fame (2021)